# Komeijan
Komījān o Komeijan (farsi کمیجان) è il capoluogo dello shahrestān di Komeijan, circoscrizione Centrale, nella provincia di Markazi in Iran. Aveva, nel 2006, una popolazione di 7.358 abitanti.